# Ghiacciaio Evteev
Il ghiacciaio Evteev è un ghiacciaio lungo circa 17 km situato nella regione sud-occidentale della Dipendenza di Ross, nell'Antartide orientale. Il ghiacciaio, il cui punto più alto si trova a circa 600 m s.l.m., si trova sulla costa di Hillary e ha origine dal versante sud-orientale della dorsale Worcester, da cui fluisce verso sud a partire dal versante meridionale della scogliera The Podium fino ad andare ad alimentare la barriera di Ross, a ovest dell'isola Teall.

## Storia
Il ghiacciaio Evteev è stato mappato da membri dello United States Geological Survey (USGS) grazie a fotografie aeree scattate dalla marina militare statunitense (USN) nel periodo 1959-63, e nel 1964 è stato così battezzato dal Comitato consultivo dei nomi antartici in onore di Sveneld A. Evteev, un glaciologo sovietico residente alla stazione McMurdo nel 1960.